# Guillaume-Gustave d'Anhalt-Dessau

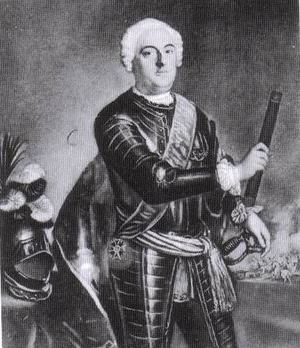
Guglielmo di Anhalt Dessau

Guillaume-Gustave d'Anhalt-Dessau (20 juin 1699, Dessau – 16 décembre 1737, à Dessau), est un prince allemand de la Maison d'Ascanie et l'héritier de la principauté d'Anhalt-Dessau.
Il est le fils aîné de Léopold Ier d'Anhalt-Dessau, et de son épouse morganatique Anna Louise Föhse.

## Biographie
En 1706, Guillaume-Gustave est nommé capitaine et accompagne son père dans sa campagne contre la France en 1712. En 1713, il obtient le poste de chef d'un régiment de génie prussien. En 1719, il participe à la guerre en Hongrie contre les turcs. Entre 1734 et 1735, il sert sous le Prince Eugène de Savoie comme volontaire dans la guerre contre la France.

## Mariage et descendance
Guillaume-Gustave est tombé amoureux de Jeanne-Sophie Herre (nom Herr ou Herrin selon certaines sources) (Dessau, 8 juillet 1706 - Dessau, 5 juin 1795), une roturière. Ils se sont mariés en secret à Dessau, dans la nuit du 14 mars 1726, après, elle vivait à Kleckewitz. Ils ont neuf enfants, :
1. Guillaume ["Comte d'Anhalt" à partir du 19 septembre 1749] (Hornburg, 15 mars 1727 - tué au combat, à Torgau, le 3 novembre 1760), lieutenant-colonel prussien.
2. Léopold Louis ["Comte d'Anhalt" à partir du 19 septembre 1749] (Kleckewitz, 28 février 1729 - Liegnitz, 28 avril 1795), général prussien et porteur de l'Ordre de l'Aigle noir; marié le 1er novembre 1763 à Caroline Élisabeth Antoinette de Printzen (Havelberg, 18 août 1734 - Liegnitz, 8 avril 1799); ils ont eu une fille:
  1. La comtesse Sophie Wilhelmine Caroline d'Anhalt (Halle, 15 janvier 1765 - Liegnitz, le 9 mars 1804), mariée le 6 juin 1797 à Julius von Bonge (d. 1820).
3. Gustave ["Comte d'Anhalt" à partir du 19 septembre 1749] (Kleckewitz, 26 mai 1730 - tué au combat, à Breslau, le 22 novembre 1757), capitaine de grenadiers.
4. Jeanne-Sophie ["Comtesse d'Anhalt" à partir du 19 septembre 1749] (Kleckewitz, 9 juillet 1731 - Dessau, 15 juillet 1786), Abbesse de Mosigkau.
5. Frédéric ["Comte d'Anhalt" à partir du 19 septembre 1749] (Kleckewitz, 21 mai 1732 - Saint-Pétersbourg, le 2 juin 1794), adjudant général de l'Impératrice Catherine II le Grand de Russie.
6. Wilhelmine ["la Comtesse d'Anhalt" à partir du 19 septembre 1749] (Kleckewitz, 12 février 1734 - Bosfeld, 4 juin 1781), mariée le 8 avril 1772 à Auguste Wolfrath von Campen, fils illégitime d'Albert Wolfgang, Comte de Schaumburg-Lippe.
7. Albert ["Comte d'Anhalt" à partir du 19 septembre 1749] (Kleckewitz, 24 juin 1735 - Dessau, 26 avril 1802), major-général prussien; marié le 24 juin 1764 à Sophie Louise Henriette von Wedel (Eilenstedt, 27 mars 1750 - Halberstadt, 2 juillet 1773). Ils ont eu cinq enfants:
  1. La comtesse Frédérique Ferdinandine Wilhelmine d'Anhalt (Halberstadt, 17 juin 1765 - Halberstadt, 1er juin 1767).
  2. Le comte Frédéric-Henri Léopold Albert d'Anhalt (Halberstadt, 6 août 1766 - Magdebourg, après 1810?).
  3. La comtesse Louise Caroline Casimira Sophie d'Anhalt (Halberstadt, 30 septembre 1767 - Potsdam, 4 avril 1842), marié à Dessau , le 20 mai 1787 avec le comte François-Jean- Georges de Waldersee, fils illégitime du Prince Léopold III d'Anhalt-Dessau.
  4. Le comte Frédéric Henri Guillaume d'Anhalt (Halberstadt, 31 juillet 1769 - Breslau, 25 février 1792).
  5. Le comte Auguste Gustave d'Anhalt (Halberstadt, 19 février 1772 - Elbing, 3 janvier 1823).
8. Henri ["Comte d'Anhalt" à partir du 19 septembre 1749] (Kleckewitz, 4 septembre 1736 - Dresde, 14 septembre 1758), capitaine prussien.
9. Léopoldine Anne ["la Comtesse d'Anhalt" à partir du 19 septembre 1749] (née à titre posthume, Kleckewitz, 26 janvier 1738 - Berlin, 26 septembre 1808), mariée le 10 novembre 1773 à Georges Dietrich von Pfuhl (1723-1782).

En 1737, au cours de la neuvième et dernière grossesse de son épouse, Guillaume-Gustave, atteint de la variole et, voulant la voir avant sa mort, il l'avait amenée avec son fils aîné à Dessau, et a révélé le mariage et les enfants à son père. Le prince Léopold a élevé le fils aîné à sa cour, et a donné une pension secrète à la veuve et à ses enfants à Kleckewitz. Léopold a été remplacé par son plus jeune fils, Léopold II, qui a donné à la veuve de son frère une maison à Dessau, et a obtenu pour ses enfants de l'empereur le titre de "Comte d'Anhalt" le 19 septembre 1749, sans droits de succession.
Dans le même temps, le Roi Frédéric II de Prusse a élevé les deux fils illégitimes que Guillaume-Gustave avait eu avec une "Henriette Marianne Schardius" leur donnant rang de noblesse avec le nom "d'Anhalt":
1. Charles-Philippe d'Anhalt (de) (1732 - 9 mai 1806), major-général prussien; il a épousé Frédérique Albertine von Wedel et a eu deux fils, Frédéric-Guillaume Charles (mort jeune) et Charles-Guillaume-Frédéric (tué dans un duel), et une fille, Augusta, qui est mariée à un homme du nom de Binder.
2. Henri Guillaume-d'Anhalt (4 novembre 1735 - 12 février 1801), un général prussien; le 10 décembre 1768, il épouse Caroline Frédérique von Wedel; ils ont eu un fils, Frédéric-Guillaume (dont la descendance s'est éteinte dans les mâles en 1863), et une fille, Christiane Frédérique Wilhelmine, qui, après le divorce de son premier mari, en 1797 épouse en secondes noces Jules Gabriel Seigneux, plus tard, le possible père de l'aîné des fils illégitimes de la princesse Julienne de Saxe-Cobourg-Saalfeld (par le mariage de la Grande-Duchesse Anna Feodorovna de Russie); ce second mariage est également soldé par un divorce en 1805.